# Речкин, Степан Леонтьевич
Степа́н Лео́нтьевич Ре́чкин (1725—15 (26) июня 1774) — яицкий казак, участник Пугачёвского восстания.
Активный участник восстания яицких казаков 1772 года. Присоединился к восставшим под предводительством Пугачёва при подходе его отряда к Яицкому городку 18 сентября 1773 года. В феврале—марте 1774 года воевал в составе отряда Ильи Арапова на Самарской военной линии, участвовал в сражениях с бригадой Мансурова у Бузулукской крепости 14 февраля и под деревней Пронкиной 6 марта, затем отряд соединился с основной армией Пугачёва в Татищевой крепости, где 22 марта восставшие потерпели тяжёлое поражение.
Вместе с отрядами атаманов А. А. Овчинникова, А. П. Перфильева и К. И. Дехтярева отряд Речкина пытался остановить продвижение Мансурова к Яицкому городку, но в бою у реки Быковки 15 апреля 1774 года казаки были разбиты и рассеяны по степи. Отряд Речкина не смог соединиться с Пугачёвым и укрывался в прияицкой степи. В начале июня у реки Большой Узень они были захвачены в плен и 15 (26) июня 1774 года по приказу генерала Мансурова Речкин с частью своих товарищей был казнен.